# Rechtsobjekt
Rechtsobjekt (oder (Rechts-)Gegenstand) bezeichnet in der Rechtswissenschaft einen Gegenstand, der einem Herrschaftsrecht durch ein Rechtssubjekt unterliegt oder unterliegen kann. Gegensatz sind die Rechtssubjekte.

## Allgemeines
Der Rechtsbegriff entstammt der allgemeinen Rechtslehre und ist sowohl im Privatrecht als auch im öffentlichen Recht gebräuchlich. Im Privatrecht ist er von dem Begriff des Verfügungsobjektes abzugrenzen.
Rechtsobjekt ist alles, was vom Menschen beherrschbar ist und ihm von der Rechtsordnung zugeordnet werden kann. Es reicht für die Rechtsobjektsqualität aus, dass in irgendeiner Form Beherrschung und Zuordnung möglich sind. Rechtssubjekte hingegen sind diejenigen, die handeln, Rechtsobjekt ist das, womit gehandelt wird. Das Herrschaftsrecht drückt sich im besten Falle dadurch aus, dass der Eigentümer einer Sache gegenüber allen anderen Rechtssubjekten die Befugnis besitzt, nach seinem Belieben mit der Sache umzugehen und jedes andere Rechtssubjekt von der Einwirkung auf die Sache auszuschließen (§ 903 BGB), denn das Gesetz räumt dem Eigentümer (der selbst Rechtssubjekt ist) die rechtliche Herrschaftsmacht über die Sache ein. Im Verhältnis zum Rechtssubjekt kann mithin alles als Rechtsobjekt bezeichnet werden, was nicht selbst Rechtssubjekt ist und Gegenstand rechtlicher Herrschaftsmacht sein kann.
Ein Rechtsobjekt muss nicht jemandem gehören (als Eigentümer oder Besitzer), sondern kann auch herrenlos sein; für die Eigenschaft als Rechtsobjekt genügt seine Beherrschbarkeit. Diese erfolgt bei herrenlosen Sachen durch ihre Aneignung. Wenn es jemand gehört, muss dies nicht ein einzelnes Rechtssubjekt sein (etwa das Auto dem Fahrzeughalter), sondern auch mehreren Rechtssubjekten kann ein Rechtsobjekt gemeinschaftlich zustehen (Gemeinschaftseigentum beim Wohnungseigentum).
Rechtsobjekte sind reale also auch außerhalb der Rechtsordnung bestehende Gegenstände. Sie lassen sich in körperliche (Sachen) und unkörperliche (Immaterialgüter) Rechtsobjekte unterteilen.

## Geschichte
Sklaven besaßen im Altertum keine Rechte, denn sie galten als Sachen und damit als Rechtsobjekte. Doch kannte man in Assyrien, Babylonien, Ägypten und bei den Juden (2 Mos 23,12 ); (5 Mos 5,14 ) Vorschriften über den Körperschutz etwa bei der Behandlung und Ernährung der Sklaven. Das römische Recht kannte als Rechtsobjekte zur Zeit des Marcus Antistius Labeo die Sachen (lateinisch res) und die Sklaven (lateinisch res in patrimonio). Der Sklave galt auch hier als Rechtsobjekt und stand als solches im Eigentum seines Herrn (lateinisch libertus). Er unterlag dem Herrschaftsrecht seines Herrn, der ihn ausbeuten, missbrauchen, fördern, vermieten, freilassen, veräußern oder töten durfte. Zu Ulpians Zeit konnte der Sklave daneben auch Rechtssubjekt sein. Zu den Rechtsobjekten gehörten auch Frauen, Kinder, Fremde, Kriegsgefangene und Tiere.
Mit der Christianisierung ging die Sklaverei im hochmittelalterlichen Mitteleuropa, wo es Christen verboten war, andere Christen als Sklaven zu verkaufen oder zu erwerben, zurück. Südlich der Alpen – etwa in den italienischen Seerepubliken, im Schwarzmeerraum, auf dem Balkan und in Ägypten – wurden Sklaven jedoch weiterhin in großem Umfang gehandelt.
Von der Entdeckung Amerikas 1492 bis ins Jahr 1870 wurden mehr als 11 Millionen afrikanischer Sklaven nach Amerika verkauft. Die meisten davon (4,1 Mio.) gelangten über den transatlantischen Dreieckshandel in die britischen, französischen, holländischen und dänischen Kolonien in der Karibik. Fast genauso viele Afrikaner (4 Mio.) wurden von portugiesischen Händlern nach Brasilien gebracht, 2,5 Mio. wurden in die spanischen Kolonien in Südamerika verkauft. Die kleinste Gruppe bilden die etwa 500.000 afrikanischen Sklaven, die in die dreizehn britischen Kolonien auf dem nordamerikanischen Festland und in die im Juli 1776 gegründeten Vereinigten Staaten gelangten. Die schlechten Arbeitsbedingungen auf den Baumwoll-, Kaffee- oder Zuckerrohrplantagen Nordamerikas führten zu geringer Lebenserwartung und sinkenden Geburtenraten bei Sklavinnen.

## Arten
Zu den Rechtsobjekten gehören Sachen (§ 90 BGB), Tiere (§ 90a BGB), Immaterialgüter (Urheberrechte, Lizenzen, Konzessionen, Patente, Markenrechte oder Schutzrechte wie Geschmacksmuster oder Gebrauchsmuster) und sonstige Rechte (wie dingliche Rechte oder Forderungen). Der Urheber hat beispielsweise rechtliche Herrschaftsmacht über sein Werk nach § 11 UrhG, wodurch sein Urheberrecht ein Rechtsobjekt ist. Rechtssubjekte selbst und der menschliche Körper (ob bei lebenden oder toten Menschen) sind dagegen niemals Rechtsobjekte. Vom Körper abgetrennte Teile wie etwa Organe vor ihrer Einpflanzung oder gezogene Zähne sind hingegen Rechtsobjekte. Der Leichnam ist zwar eine Sache, jedoch als Res extra commercium nicht Gegenstand des Rechtsverkehrs. Selbst herrenlose Hasen auf dem Feld oder der elektrische Strom sind Rechtsobjekte. Für Rechtsobjekte gilt das Spezialitätenprinzip, so dass Sachgesamtheiten als solche keine Rechtsobjekte darstellen. Deshalb ist das Vermögen kein Rechtsobjekt, sondern seine einzelnen Bestandteile wie etwa der Schmuck. Auch Dienstleistungen können kein Rechtsobjekt sein, weil sie zwar verrichtet, nicht jedoch gehandelt werden können.
Höchstpersönliche Rechte wie beispielsweise die beschränkte persönliche Dienstbarkeit sind mangels Übertragbarkeit keine Rechtsobjekte.

## Beziehungen zwischen Rechtssubjekten und Rechtsobjekten
Rechtssubjekte treten durch Rechtsgeschäfte miteinander in Verbindung, indem sie beispielsweise Willenserklärungen abgeben, Verträge abschließen, Verpflichtungen eingehen, Eigentum erwerben oder erben. Dabei sind die Rechtsobjekte der Beherrschung durch die Rechtssubjekte unterworfen und Adressat der von den Rechtssubjekten ausgehenden Handlungen. Steht einem Rechtsinhaber ein subjektives Recht einredefrei zu, kann er es gegenüber anderen Rechtssubjekten so geltend machen, wie es der Verhaltensberechtigung entspricht. Leistungsbeziehungen der Rechtssubjekte entstehen meist durch rechtsgeschäftliche Schuldverhältnisse wie etwa dem Vertrag (§ 311 Abs. 1 BGB).